# Lauren Down
Lauren Renee Down (* 7. Mai 1995 in Auckland, Neuseeland) ist eine neuseeländische Cricketspielerin, die seit 2018 für die neuseeländische Nationalmannschaft spielt.

## Kindheit und Ausbildung
Down spielte in ihrer Jugend im Takapuna Cricket Club und gab dort ihr Debüt in der Seniorenmannschaft mit 14 Jahren und stieg dort später zur Kapitänin auf. Als 16-Jährige gab sie ihr Debüt für Auckland.

## Aktive Karriere
Down gab ihr Debüt in der Nationalmannschaft bei der Tour gegen die West Indies im März 2018, wobei sie ihr erstes WODI bestritt. Ihr erstes WTwenty20 konnte sie bei der Tour gegen Südafrika absolvieren. Ihr erstes Fifty gelang ihr bei der Tour gegen Australien im April 2021, als sie 90 Runs im ersten WODI erzielte. Ein weiteres Half-Century über 64* Runs erzielte sie im ersten WODI bei der Tour gegen Indien im Februar 2022. Sie war auch für den daran anschließenden Women’s Cricket World Cup 2022 nominiert, brach sich jedoch im letzten Spiel gegen Indien ihren Daumen und musste so auf die Teilnahme verzichten. Im September erreichte sie bei der WODI-Serie in den West Indies ein Fifty über 53 Run. Zwar wurde sie dann für das Team für den ICC Women’s T20 World Cup 2023 nominiert, jedoch kam sie dort nicht zum Einsatz.